# ناحیه شافتر، شهرستان فایت، ایلینوی
ناحیه شافتر (به انگلیسی: Shafter Township) یک منطقهٔ مسکونی در ایالات متحده آمریکا است که در شهرستان فایتی، ایلینوی واقع شده‌است. ناحیه شافتر ۱۷۵ متر بالاتر از سطح دریا واقع شده‌است.